# ヤマハ・RYシリーズ
RYシリーズ（アールワイ・シリーズ）とは、1991年（平成3年）にヤマハから発売されたRY30をはじめとするリズムマシン専用機の型番・商品名である。

## 概要
ハードウェア・シーケンサーQYシリーズに呼応して、型番を従来のRXシリーズから、RYと型番を変えたと思われる。以下の機種が発売された。本項目ではRY30の1Uラック音源モジュール版であるRM50も取り扱う。
RY30、RY20はRXシリーズの流れを汲むリズムマシンとして、MIDIデータのリズムパートを担当する目的で作成されたのに対し、RY10、RY8、RY9はギタリストのメトロノームとして使うためのリズムマシンとして作成されている。90年代初期はPCMデータを格納するWAVE ROMの容量が少なかったため、そして最大同時発音数が16や24と少なかったため、手弾きのシンセサイザーとリズムパート用と別に音源を用意しなければならなかったが、90年代中頃からWAVE ROMの容量が飛躍的に増加したことや、最大同時発音数が32や64と増えていったこと、そしてDTMの普及によって1台完結が定着したことなどにより、リズム専用機が必ずしも必要ではなくなっていた。リズムパートの担当から外れていったことが、ギタリスト用のメトロノームという位置づけになっていったものと思われる。しかし、2000年（平成12年）に発売されたQY100もギタリストをユーザとして考慮しているため、このRYシリーズはQYシリーズに収束していった。

## シリーズのモデル
RY30
1991年（平成3年）発売。最大同時発音数16音。音色数。96音色。波形メモリー174種類。分解能1/96。タッチセンス付きキーパッドを採用しているため、ベロシティを含むリアルタイム入力が可能。ドラムマシンとしては唯一ホイールコントローラーを装備するモデル。SY77やTG55などの波形データを、カードスロットから取り込める。実際のドラマーの演奏を簡単に再現できる超リズム・マシン。
RM50
1Uフルラックサイズ。最大同時発音数16音。プリセット133波形。TG500と同じ筐体を採用。別売メモリー・ボードを増設してMIDIサンプル・ダンプ・スタンダード基準の波形データを外部機器から取り込める。
RY10
1992年（平成4年）発売。最大同時発音数28音、音色数250。パターン、プリセット50、ユーザ50。
RY20
1994年（平成6年）発売。最大同時発音数28音、音色数300、リバーブ6種類。ディレイ4種類。プリセットパターン50、ユーザーパターン50、コンビネーション50、分解能1/96
RY8
1994年（平成6年）発売。最大同時発音数28音、音色数128、単音のギターシンセサイザー機能やチューナー機能もあり、ギタリスト用に作られたリズムマシン
RY9
1999年（平成11年）発売。RY8の筐体をシャンパンゴールドにし、音色を最新の物に差し替えたモデル。単音のギターシンセサイザー機能やチューナー機能はRY8から引き継がれている。

## 関連記事
- ドラムマシン
- MIDI
- ヤマハ・RXシリーズ
- ヤマハ・QYシリーズ